# 三堤口街道
三堤口街道，是中华人民共和国安徽省淮北市相山区下辖的一个乡镇级行政单位。

## 行政区划
三堤口街道下辖以下地区：
庆相桥社区、朱庄社区、口子社区、董庄社区、三堤口社区、纺织社区、濉溪社区、虎山北路社区和淮北市相山区三堤口街道彩虹桥社区。